# Langstaarttenrek
De langstaarttenrek (Microgale longicaudata)  is een zoogdier uit de familie van de tenreks (Tenrecidae). De wetenschappelijke naam van de soort werd voor het eerst geldig gepubliceerd door Oldfield Thomas in 1882.